# デスピナ (イルハン朝)
デスピナ（Despina, 生没年不詳）は、イルハン朝の第2代君主アバカの皇后（ハトゥン）のひとり。東ローマ皇帝ミカエル8世パレオロゴスの庶子で、本名はマリア・パレオロギナ（ギリシャ語: Μαρία Παλαιολογίνα）。イルハン朝で編纂されたペルシア語資料である『集史』において「デスピナ・ハトゥン」 （دسپنه خاتون, Dispina Khātūn）と呼ばれる人物である。

## 生涯
ミカエル8世は小アジアに侵攻するトルコ人との対抗上、イルハン朝と同盟を結ぶことにし、娘をイルハン朝の初代君主・フレグに嫁がせようとしていた。この交渉はまとまったが、非キリスト教徒のフレグとの結婚に東ローマ皇帝の正嫡の娘は相応しくないとされ、庶子のマリアが嫁ぐこととなった。マリアはフレグの皇后になるためイルハン朝に向かった。輿入れの際には、仮の礼拝堂となる金色で描かれた聖人像をほどこした絹の天幕を持参していたという。輿入れ途上の1265年にフレグは病死してしまったことを知らされるが、そのままバグダードに向かい、フレグの息子アバカの皇后となった。アバカはキリスト教徒でもあったことから夫婦の仲は良く、彼女はモンゴル人からデスピナ（ギリシア語: Δέσποινα、『皇女』の意）と呼ばれて尊敬された。
『集史』「アバカ・ハン紀」后妃表によれば、アバカがコンギラト部族出身で自らの親衛中軍（Qol）の司令であったアバタイ・ノヤンの孫娘、大ハトゥン・ブルガンを娶った時、同じコンギラト部族のミルタイ・ハトゥンとともにブルガンの恐らくオルド（後宮）の許に置かれたハトゥンとしてデスピナの名前が上がっている。ただ、『集史』のこの部分の説明においては、彼女は「トレビゾンド王の娘」（دختر ملك طرابزون, dukhtar-i Malik-i Ṭarābuzūn）と呼ばれている。
1282年、アバカが病死すると、一女テオドラを連れて東ローマ帝国に帰国。同年に父ミカエル8世も亡くなったことから、全財産を寄進してコンスタンティノポリスに修道院を建て、暮らした。
1307年、アンドロニコス2世に請われ、トルコ人の攻撃を受けているニカイアの街に使者として赴き、まもなく援軍が来ることを伝えた。この時、アンドロニコス2世はイルハン朝に援軍を求めていたことから、「モンゴル王妃」が使者となることによって皇帝から知らせに説得力を持たせようとしたと考えられる。
没年は不明。1351年の総主教文書によれば、アンドロニコス2世を娘テオドラの後見人に指名しており、ブルガリア系の有力貴族のもとへアンドロニコス2世の命で嫁いだテオドラが修道院を相続した。しかし、テオドラは夫との間に子の無いまま没する。その後、夫の一族が修道院を私物化したことから修道女たちがこのことを総主教に訴え出て、結果存続することが出来たと言う。この修道院の附属教会は「ムークリッツァ」の聖マリア教会と呼ばれていた。この教会はコンスタンティノポリスの陥落も乗り越え、今もイスタンブールの旧市街北部に建っている。